# دميانة
الدَّمْيَانَة أو الدميانا أو الداميانا أو الزداع الشابق (بالإنجليزية: Damiana) أو (بالإنجليزية: Turnera diffusa) هي من الحشائش، وموطنها الأصلي أمريكا الوسطى، المكسيك، أمريكا الجنوبية والبحر الكاريبي.

## الاستخدامات
تستخدم الدميانة لتقوية الرغبة الجنسية لدى النساء. وهي مضادة للاكتئاب والتوتر. ومن مميزاتها أنها تنشط الدورة الدموية، تنشط حركة الأمعاء وتحسن من أداء الجهاز الهضمي والتنفسي.

## المواد الكيميائية الموجودة في الدميانة
السينول، والتراميثوكسى فلافون، والأبيومينويدز، والألفابينين، والأربيوتين، وحمض الأسكوربيك، والكروميوم، والسلنيوم، والسليكون، والثيامين، والريبوفلافينن والتانات، والثيمول، والزنك، والبيتا سيتوسيتيرول beta-sitosterol الذي يعزى إليه الأثر المنشط للحالة الجنسية في كلا الجنسين، وكذلك يوجد أيضا عناصر كيميائية معقدة أخرى

## ما المقدار المتناول عادة؟
نصف كوب من الأوراق، تنقع في كوب من الماء الحار لمدة 20 دقيقة، ويشرب ملو كوب مرتين في اليوم. كما توجد أيضا أشكال أخرى علاجية مثل الصبغة ويؤخذ منها من 1 إلى 3 مل مرتين في اليوم، كما توجد الحبوب، والكبسولات المتوفرة في الأسواق.
ومنذ عام 1888 م. وحتى عام 1947 م. كانت أوراق الدميانة والصبغة المستخرجة منها مسجلان في دستور الأدوية العالمي كدواء معتمد.
وعلى مدى المائة عام الماضية ثبت أن الدميانة قد حسنت من الأداء الجنسى لكل من الرجل والمرأة على حد سواء، وذلك بسبب أن الدميانة مضادة لحالات الاكتئاب النفسي الذي يحول دون النظر بتفاؤل إلى كل ما هو إيجابى في حياة الأفراد الذين يعانون من المشاكل النفسية.
لذا فإن الدميانة مفيدة للرجال المصابون بالعنة، والنساء المصابات بالبرود الجنسى.
فضلا عن أن الدميانة تستخدم كمقو عام، ومدر للبول، وضد نوبات السعال، وملين عام خفيف، وتزيل الصداع، وتساعد على منع التبول في الفراش لدى البعض من الأطفال الذين يعانون من تلك المشكلة، كما أنها تعتبر مقو لعضلات الجهاز الهضمى.
وينبغى العلم بأن تناول الدميانة يعوق امتصاص الحديد من الجسم، لذا ينبغى الحذر في التمادى في تناول تلك العشبة حتى لا يؤدى ذلك إلى حدوث الأنيميا الحادة لدى الأفراد الذين يتناولون الدميانة.
والدميانة تستخدم في المكسيك كمقو عام للجنسين، ومضادة لحالات الاكتئاب النفسى، كما أنها علاج مفيد لآلام الخصيتين، ولإخراج المنى الغير أرادى، وسرعة القذف، والتهاب الكليتين، ومقو عام للمخ والجهاز العصبي.
ولإعداد شاي الدميانة، يضاف 250 ملي لتر (1 كأس) من الماء المغلي إلى 1 جرام من الأوراق الجافة، وتترك لتنقع لمدة عشرة إلى خمسة عشر دقيقة. يشرب ثلاثة كاسات في اليوم.
لاستخدامها في شكل صبغة، يؤخذ مقدار 2-4 ملي لتر ثلاثة مرات في اليوم.
عادة لا تستعمل الدميانة وحدها، غالبا ما تكون أكثر فعالية مع الأعشاب الأخرى ذات التأثير المماثل أو المكمل مثل نبات uva - ursi، ومع ذلك، لا ترى دراسة اللجنة الألمانية للأعشاب في الاستخدام التقليدي تأييدا للاستخدام العصري لتلك العشبة.

## وصلات خارجية
- خزانة الدميانة في موقع Erowid
- معلومات عن الدميانة